# Adam Międzybłocki

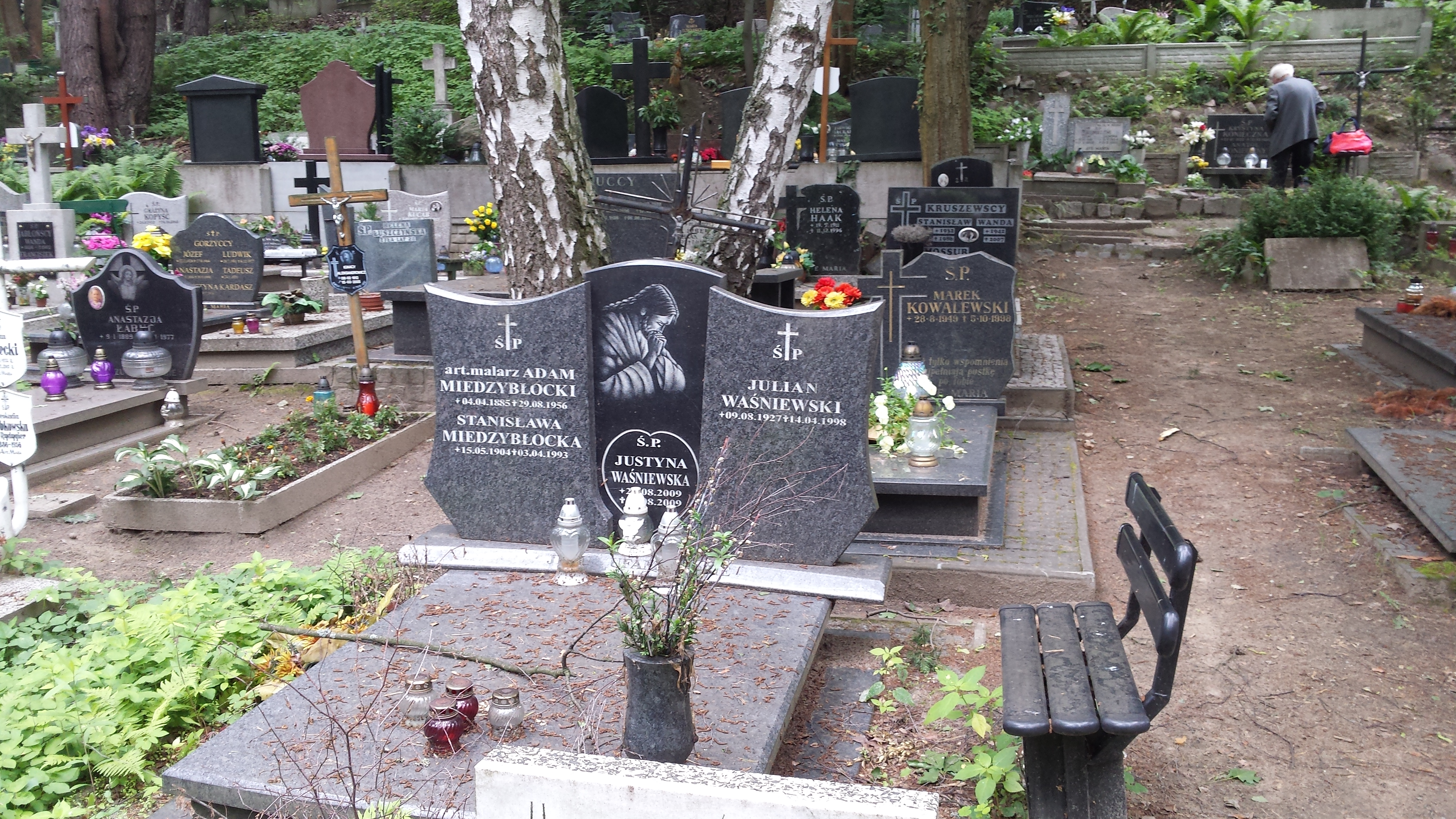
Grób Adama Międzybłockiego na cmentarzu Srebrzysko

Adam Międzybłocki (ur. 4 kwietnia 1885 w Gryszkańcach, zm. 25 sierpnia 1956 w Gdańsku) – polski malarz.

## Życiorys
Około 1899 został uczniem Szkoły Rysunku w Wilnie, a następnie wyjechał do Krakowa, gdzie od 1908 studiował na Akademii Sztuk Pięknych. Jego profesorami byli Teodor Axentowicz, Leon Wyczółkowski i Józef Pankiewicz, naukę ukończył w 1913 otrzymując złoty medal za wybitne osiągnięcia podczas studiów. Po wybuchu I wojny światowej wyjechał do Tbilisi, gdzie kontynuował naukę w tamtejszej Akademii Sztuk Pięknych. Podróżował do Baku i po Armenii. Około 1917 wyjechał do Konstantynopola, gdzie również studiował techniki malarskie. W 1919 zamieszkał w Warszawie, rok później zgłosił się jako ochotnik do walki w wojnie polsko-bolszewickiej. W 1922 zamieszkał w Wilnie, gdzie tworzył a zawodowo był nauczycielem rysunku. W latach 1924–1936 był zatrudniony na stanowisku rysownika na Uniwersytecie Stefana Batorego w Wilnie, w Zakładzie Anatomii Opisowej, kierowanym przez prof. Michała Reichera.  Należał do Wileńskiego Towarzystwa Artystów Plastyków i do Towarzystwa Zachęty Sztuk Pięknych z którymi wystawiał swoje prace. Po II wojnie światowej w ramach przesiedleń zamieszkał w Gdańsku.
Pochowany na gdańskim cmentarzu Srebrzysko (rejon IX, kwatera IV, rząd 4).

## Twórczość
Twórczość Adama Międzybłockiego obejmuje akwarelowe weduty Wilna, Warszawy, Krakowa i Gdańska. Malował również portrety, których sposób malowania był wzorowany na twórczości Teodora Axentowicza.